# Der Mann von La Mancha (Musical)
Der Mann von La Mancha ist ein Musical von Mitch Leigh, Dale Wasserman und Joe Darion.

## Entstehung und Premieren
Auf der Grundlage des Klassikers Don Quijote von Miguel de Cervantes schrieb Wasserman 1959 das Fernsehstück I, Don Quixote. In diesem spielt der von der Spanischen Inquisition eingekerkerte Dichter den Mitgefangenen seinen Ritterroman vor und übernimmt dabei die Rolle Don Quijotes. 1965 wurde das zum Musical adaptierte Stück am Goodspeed Opera House in East Haddam im Bundesstaat Connecticut uraufgeführt. Am 22. November desselben Jahres erfolgte die New Yorker Premiere am ANTA Washington Square Theater in Greenwich Village mit Richard Kiley in der Titelrolle. Die Musik stammte von Mitch Leigh, die Liedtexte wurden von Joe Darion geschrieben. 1966 erhielt das Musical fünf Tony Awards, unter anderem für das „Beste Musical“ und den „Besten Schauspieler“. Die Original-Produktion erreichte 2328 Aufführungen.
Die deutschsprachige Erstaufführung in der Fassung von Robert Gilbert erfolgte am 4. Januar 1968 im Theater an der Wien in Wien unter der Regie von Dietrich Haugk mit Josef Meinrad in der Titelrolle und Blanche Aubry als Aldonza sowie Fritz Muliar als Sancho Panza. Sie war ein großer Erfolg, wurde auf mehreren Bühnen im deutschsprachigen Raum aufgeführt und schon im selben Jahr auch als Polydor-Schallplatte veröffentlicht.
Am 4. Oktober 1968 fand die französische Erstaufführung von L'homme de La Mancha in Brüssel mit Jacques Brel in der Titelrolle statt, der auch die Texte übersetzt hatte. Der Erfolg war auch hier so groß, dass die Produktion dann im Dezember nach Paris geholt wurde, wo sie weitere fünf Monate lief und Grundlage einer LP-Produktion war.
Verfilmt wurde das Stück 1972 mit Peter O’Toole und Sophia Loren unter der Regie von Arthur Hiller, siehe Der Mann von La Mancha.

## Handlung
Das Stück spielt durchgehend ohne Pause in einem Verlies der spanischen Inquisition. Cervantes und sein Diener sind der Gotteslästerung angeklagt und warten unter Räubern, Mördern und Prostituierten auf ihr Verfahren. Der Anführer der Insassen nimmt ihnen alle Habe weg, darunter ein Manuskript. Um zu beweisen, dass es sein künftiges Buch ist, verkleidet sich Cervantes als seine Figur Don Quijote und spielt mit den Mithäftlingen die Geschichte vor. So wird das Gefängnis zur Straßenspelunke. Aldonza ist ein Serviermädchen und Prostituierte. Don Quijote nennt sie Dulcinea und macht ihr den Hof. Währenddessen versuchen seine Nichte Antonia und ihr Verlobter Dr. Carrasco immer wieder, Don Quijote von seinen sinnlosen Kämpfen gegen imaginäre Feinde abzuhalten. Als Spiegelritter verkleidet, zwingt ihn Carrasco, der Realität ins Auge zu sehen, zu erkennen, dass er nicht der Erretter der Menschheit ist, sondern ein ärmlicher alter Mann. Nur Aldonza, die einzig von Don Quijote als Dame behandelt wurde, fleht ihn an, den „unmöglichen Traum“ fortzusetzen und die Rüstung wieder anzuziehen. Don Quijote stirbt in ihren Armen. Aldonza nennt sich fortan Dulcinea und träumt nun selbst den Traum ihres Helden weiter. Das Spiel ist aus. Ergriffen reicht der Anführer Cervantes sein Manuskript zurück. Von oben senkt sich eine Leiter, und Cervantes wird vor das Inquisitionstribunal gerufen.

## Bekannte Musiknummern
- Man of La Mancha
- It’s All the Same
- Dulcinea
- I Really Like Him
- Little Bird, Little Bird
- The Impossible Dream (The Quest)
- Golden Helmet